# Medasina combustaria
Medasina combustaria är en fjärilsart som beskrevs av Walker 1866. Medasina combustaria ingår i släktet Medasina och familjen mätare. Inga underarter finns listade i Catalogue of Life.